# فرانکو راستی
فرانکو راستی (انگلیسی: Franco Rasetti؛ زاده ۱۰ اوت ۱۹۰۱ درگذشته ۵ دسامبر ۲۰۰۱) یک فیزیک‌دان اهل ایالات متحده آمریکا-ایتالیا بود.